# 陳璋 (康熙進士)
陳璋（？—？），字鏞庭。江蘇長洲人。清朝進士、政治人物。

## 生平
康熙二十九年（1690年）庚午科舉人，康熙三十三年（1694年）甲戌進士。選庶吉士，散館授編修。康熙四十二年（1703年）癸未科會試任同考官，康熙四十八年以編修充日講起居注官，同年充《御選宋金元明四朝詩》纂選官，康熙四十九年《淵鑒類函》校錄官，康熙五十一年提督順天學政。著有《東冶集》，已佚。